# Pattinaggio di figura ai II Giochi olimpici invernali
Ai II Giochi olimpici invernali del 1928 a Sankt Moritz (Svizzera), vennero assegnate medaglie in tre specialità del pattinaggio di figura. Le gare si svolsero allo stadio del ghiaccio di Badrutts Park.

## Podi
| Evento                                     | Oro                       | Argento                  | Bronzo                       |
| Pattinaggio di figura maschile (dettagli)  | Gillis Grafström          | Willy Böckl              | Robert Van Zeebroeck         |
| Pattinaggio di figura femminile (dettagli) | Sonja Henie               | Fritzi Burger            | Beatrix Loughran             |
| Pattinaggio di figura a coppie (dettagli)  | Andrée Joly Pierre Brunet | Lilly Scholz Otto Kaiser | Melitta Brunner Ludwig Wrede |

## Medagliere
| Posizione | Paese       |   |   |   | Totale |
| --------- | ----------- | - | - | - | ------ |
| 1         | Francia     | 1 | 0 | 0 | 1      |
| 1         | Norvegia    | 1 | 0 | 0 | 1      |
| 1         | Svezia      | 1 | 0 | 0 | 1      |
| 4         | Austria     | 0 | 3 | 1 | 4      |
| 5         | Belgio      | 0 | 0 | 1 | 1      |
| 5         | Stati Uniti | 0 | 0 | 1 | 1      |
| Totale    | Totale      | 3 | 3 | 3 | 9      |